# Oceà Àrtic
L'oceà Àrtic (també anomenat oceà Glacial Àrtic), situat a la zona del pol Nord, és el menor i el menys profund dels oceans mundials. L'Organització Hidrogràfica Internacional (IHO) el reconeix com a oceà, tot i que alguns oceanògrafs l'anomenen Mar Mediterrani Àrtic o simplement Mar Àrtic, i el classifiquen com un dels mars mediterranis de l'oceà Atlàntic. Així mateix, l'oceà Àrtic podria considerar-se com la part septentrional de l'oceà Mundial.
L'oceà Àrtic està gairebé envoltat totalment per Euràsia i Amèrica del Nord, i durant tot l'any es troba parcialment cobert de gel (i pràcticament del tot durant l'hivern). La seva temperatura i salinitat varien segons les estacions mentre la coberta de gel es fon i es congela. La seva salinitat mitjana és la menor dels cinc oceans mercès a una menor evaporació, i una gran aportació d'aigua dolça que prové de rius i torrents, i una connexió i aportació limitada cap a les altres masses oceàniques limítrofes de més alta salinitat. L'empetitiment estiuenc del gel és del 50%. El National Snow and Ice Data Center (NSIDC) usa dades de satèl·lit per quantificar diàriament la coberta de gel àrtica i la velocitat del desglaç en comparació a la mitjana d'un conjunt específic d'anys anteriors.

## Geografia
Ocupa una conca aproximadament circular i cobreix una àrea d'uns 14.056.000 km², gairebé la superfície de Rússia. Pràcticament envoltat de terra, la línia de costa que l'encercla és de 45.390 km i està envoltat de les masses terrestres d'Europa, Àsia, Amèrica del Nord i Groenlàndia i un bon nombre d'illes. Normalment s'inclouen en aquest oceà les següents mars: la badia de Baffin, el mar de Barentsz, el de Beaufort, el de Groenlàndia, el de Làptev, el de Lincoln, la badia i l'estret de Hudson, el de Noruega, el Mar Blanc, el mar de Kara, el de la Sibèria Oriental i el dels Txuktxis. Està connectat a l'oceà Pacífic per l'estret de Bering i a l'Atlàntic pel mar de Groenlàndia i el mar de Labrador.
Segons l'Organització Hidrogràfica Internacional, els límits de l'oceà Àrtic en si mateix (és a dir, excloent les mars dins de l'oceà) són (vegeu el mapa Arxivat 2014-03-05 a Wayback Machine.):
- Un cercle màxim que recorre des del Cap de Morris Jesup, l'extrem septentrional de Groenlàndia (83° 38′ N, 32° 40′ O / 83.633°N,32.667°O) fins a l'extrem nord de l'illa de Spitsbergen (el sud d'aquesta línia recau el mar de Groenlàndia).
- El paral·lel 80 ° N fins a Nordaustlandet.
- La costa nord de Nordaustlandet fins al seu extrem oriental, el cap de Leigh Smith (80° 05′ N, 28° 00′ E / 80.083°N,28.000°E).
- Una línia que va del cap de Leigh Smith fins al Cap de Kohlsaat, a l'extrem oriental de la Terra de Franz Josef (81° 14′ N, 65° 10′ E / 81.233°N,65.167°E, al sud de la qual hi ha el mar de Barents].
- Una línia des del cap de Kohlsaat fins al cap de Molotov (cap Àrtic), l'extrem septentrional de l'Illa Komsomolets (81° 13′ N, 95° 15′ E / 81.217°N,95.250°E, al sud es troba el mar de Kara).
- Una línia que recorre des del Cap Àrtic fins a l'extrem nord de l'illa Kotelni (76° 10′ N, 138° 50′ E / 76.167°N,138.833°E, al sud de la qual es troba el mar de Laptev).
- Una línia que recorre des de l'extrem septentrional de l'illa de Kotelni fins al punt més al nord de l'Illa de Wrangel (71° 40′ N, 179° 30′ O / 71.667°N,179.500°O, al sud d'aquesta línia es troba el Mar de la Sibèria Oriental).
- Una línia que comença al punt més septentrional de l'illa de Wrangel fins al cap de la Punta Barrow, l'extrem nord d'Alaska (71° 23′ N, 156° 29′ O / 71.383°N,156.483°O, al sud de la qual hi ha el mar dels Txutxis).
- Una línia que discorre entre la Punta Barrow a l'illa del Príncep Patrick, dels Territoris del Nord-oest (76° 27′ N, 121° 59′ O / 76.450°N,121.983°O, al sud de la qual es troba el mar de Beaufort).
- La costa nord-occidental de l'illa del Príncep Patrick i al nord fins al Cap de Leopold M'Clintock, el seu extrem septentrional (77° 33′ N, 116° 23′ O / 77.550°N,116.383°O).
- Una línia que uneix el Cap de Leopold M'Clintock fins al Cap de Murray a l'illa Brock (77° 57′ N, 115° 04′ O / 77.950°N,115.067°O).
- La costa nord-occidental de l'illa Brock fins al seu extrem més septentrional (78° 05′ N, 114° 20′ O / 78.083°N,114.333°O).
- Una línia estesa entre el punt més septentrional de l'illa Brock fins al Cap de Mackay a l'illa de Borden, el seu extrem occidental (78° 20′ N, 113° 18′ O / 78.333°N,113.300°O).
- La costa nord-oest de l'illa de Borden Island cap al nord fins al Cap de Malloch (78° 46′ N, 110° 24′ O / 78.767°N,110.400°O, l'extrem septentrional dels Territoris del nord-oest).
- Una línia que recorre des del Cap de Malloch fins al Cap d'Isachsen a l'illa d'Ellef Ringnes, Nunavut, el seu extrem nord (79° 20′ N, 105° 24′ O / 79.333°N,105.400°O).
- Una línia que s'estén entre el Cap d'Isachsen fins a l'extrem nord-occidental de l'Illa de Meighen (80° 05′ N, 100° 10′ O / 80.083°N,100.167°O).
- Una línia que va del punt més nord-occidental de l'illa de Meighen fins al Cap Stallworthy a l'Illa d'Axel Heiberg, al seu extrem nord.(81° 23′ N, 93° 33′ O / 81.383°N,93.550°O).
- Una línia des del cap Stallworthy al Cap de Colgate a l'illa Ellesmere, el seu punt més occidental (81° 37′ N, 91° 55′ O / 81.617°N,91.917°O).
- La costa nord de l'illa d'Ellesmere fins al Cap de Columbia, el seu extrem més septentrional (83° 05′ N, 70° 21′ O / 83.083°N,70.350°O).
- Una línia que uneix els caps de Columbia i de Morris Jesup (al sud de la qual es troba el mar de Lincoln).

Una serralada submarina, la dorsal de Lomonósov, divideix l'oceà Àrtic en dues conques: l'eurasiàtica, o de Nansen, que té una profunditat entre 4.000 i 4.500 m, i la nord-americana, o hiperbòria, que té 4.000 m de profunditat, aproximadament. La topografia del fons marí està caracteritzada per les cadenes de blocs de falla, les planes de la zona abissal, les profunditats oceàniques i les conques.
L'entrada d'aigua més gran ve de l'Atlàntic pel corrent de Noruega, que després flueix per la costa eurasiàtica. L'aigua també entra al Pacífic per l'estret de Bering. El corrent de Groenlàndia Oriental és la sortida d'aigua més important. La temperatura i la salinitat varien amb les estacions segons la capa de gel es fon i es glaça. El gel cobreix la major part de la superfície oceànica al llarg de l'any, cosa que provoca temperatures per sota del punt de congelació la major part del temps.
L'Àrtic és una font important d'aire molt fred que inevitablement es mou cap a l'equador, i quan troba aire més càlid a les latituds mitjanes provoca pluja i neu. Hi ha poca vida marina allà on la superfície de l'oceà està coberta de gel tot l'any; la vida, però, abunda a les àrees obertes, especialment a les més meridionals. Els principals ports es troben a les ciutats russes de Múrmansk i Arkhànguelsk. L'oceà Àrtic és important estratègicament en ser la ruta més curta entre la costa del Pacífic nord-americana i Europa.
El principal coll d'ampolla és el sud del mar dels Txuktxis (l'accés nord a l'oceà Pacífic per l'estret de Bering). Això és especialment problemàtic, ja que es tracta d'un punt estratègic entre l'Amèrica del Nord i Rússia; és la ruta marítima més curta entre els dos extrems (est i oest) de Rússia; hi ha estacions flotants de recerca operades pels EUA i Rússia; el màxim gruix de neu hi té lloc al març o l'abril, al voltant de 20 a 50 centímetres sobre l'oceà glaçat; la capa de gel hi dura uns 10 mesos. Existeixen diverses estacions de recerca flotants a l'Àrtic, que pertanyen als EUA i Rússia.
La superfície central està coberta per una capa de gel en moviment d'uns 3 m de gruix de mitjana, encara que en alguns punts pot ser de tres vegades més; la circulació és en el sentit de les agulles del rellotge al corrent de Beaufort, però va gairebé en línia recta des de les illes de Nova Sibèria (al nord de Rússia) fins a l'estret de Dinamarca (entre Groenlàndia i Islàndia); el gel està envoltat de mar oberta durant l'estiu, però a l'hivern duplica la seva mida (i fins i tot més) i arriba fins a les masses de terra.
L'oceà Àrtic conté les plataformes continentals àrtiques, una de les quals, la de Sibèria, és la més gran del món. De fet el 50% de l'oceà està situat damunt plataformes continentals, mentre que la resta és una conca central interrompuda per tres dorsals submarines (la serralada Alfa, la serralada de Nansen i la dorsal de Lomonósov.

## Clima

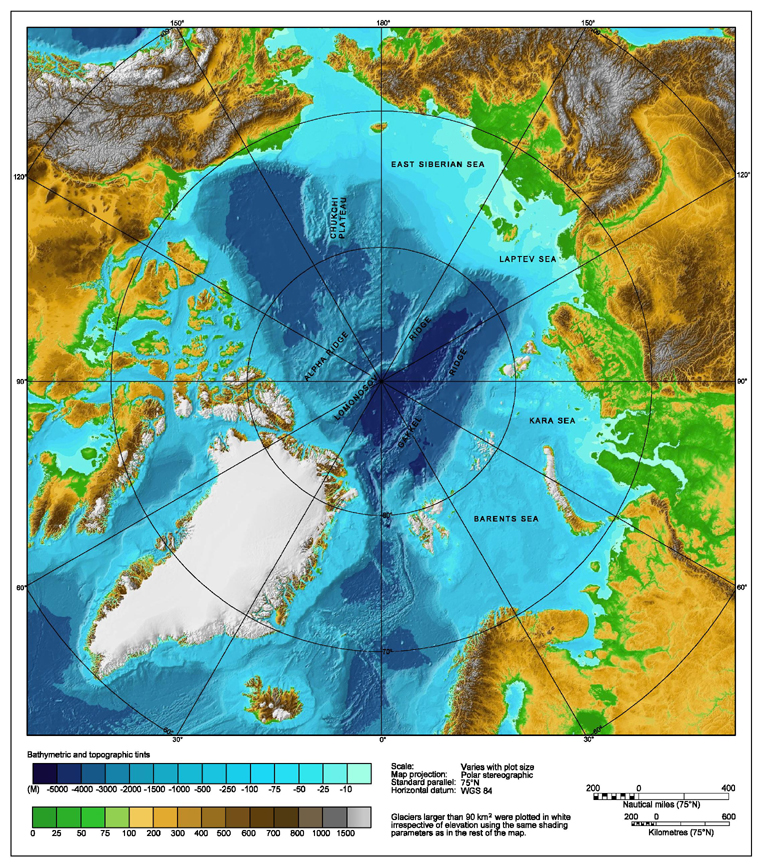
Mapa Batimetric/topogràfic de l¡Oceà Àrtic i les terres que l'envolten

Sota l'actual edat glacial, l'oceà àrtic presenta un clima polar que es caracteritza per marges de temperatura relativament estrets de fred persistent; hiverns caracteritzats per la foscor contínua, el fred i unes condicions meteorològiques estables, amb cels clars; claror contínua als estius, boires, i de vegades tempestes dèbils amb pluja o neu.
La temperatura de la seva superfície és prou constant, al voltant del punt de congelació de l'aigua de mar, una mica per sota dels 0 °C. A l'hivern, la relativa tebior de l'aigua de l'oceà modera les temperatures (fins i tot amb cobert de gel) i explica, en part, la menor rigorositat comparat amb l'Antàrtida.
La coberta de gel polar sobre l'oceà varia en extensió i gruix durant les diferents estacions. La major part de les aigües estan cobertes de neu uns 10 mesos a l'any. El gruix màxim de neu apareix el març o l'abril, amb gruixos d'entre 20 i 50 cm damunt del gel.
El clima ha canviat de forma significativa al llarg del temps; fa 55 milions d'anys, durant el màxim tèrmic del Paleocè-Eocè, aquesta regió tenia una temperatura anual mitjana de 10 a 20 °C ; la superfície més septentrional de l'Àrtic s'escalfaren, com mínim de forma estacional, permetent l'existència de formes de vida tropicals que requerien temperatures per sobre dels 22 °C.

## Recursos naturals
L'explotació dels recursos naturals a l'Àrtic com l'oli de balena, les pells i el marfil va començar al segle xvii, poc després dels primers intents europeus de trobar un pas del nord cap a Àsia, i els productes es transportaven als ports europeus on s'utilitzaven a les seves indústries. Després de la revolució industrial, el carbó i altres minerals es van afegir a la llista de recursos naturals extrets a l'Àrtic, que les empreses venien als mercats energètics d'Escandinàvia, i actualment el petroli i el gas àrtics es consideren potencialment importants per satisfer la demanda d'energia.
Conglomerats de sorres i graves, dipòsits detrítics, nòduls polimetàl·lics, camps de petroli i gas, peix, mamífers marins (foques i balenes).
La zona políticament morta prop del centre del mar és també en el centre d'una disputa creixent entre els Estats Units, Rússia, el Canadà, Noruega, i Dinamarca. Aquest espai és important a causa del seu contingut potencial en petroli i gas que podrien arribar a un quart dels dipòsits encara desconeguts del món, l'extracció dels quals podria en gran manera canviar el flux d'energia en el mercat mundial.

## Perills naturals
Illes de gel que es desprenen ocasionalment al nord de l'illa Ellesmere; icebergs sorgits de les glaceres de Groenlàndia i de la costa nord-oriental del Canadà; permafrost a les illes; virtualment tancat pel gel d'octubre a juny, i practicable només amb vaixells trenca-gels d'octubre a maig.
Abans de la invenció dels trenca-gels, els vaixells que navegaven per l'oceà Àrtic podien quedar atrapats o ser destrossats pel gel (tot i que en el cas del Baychimo, abandonat durant dècades, va anar a la deriva per l'oceà sense enfonsar-se).

## Éssers vius

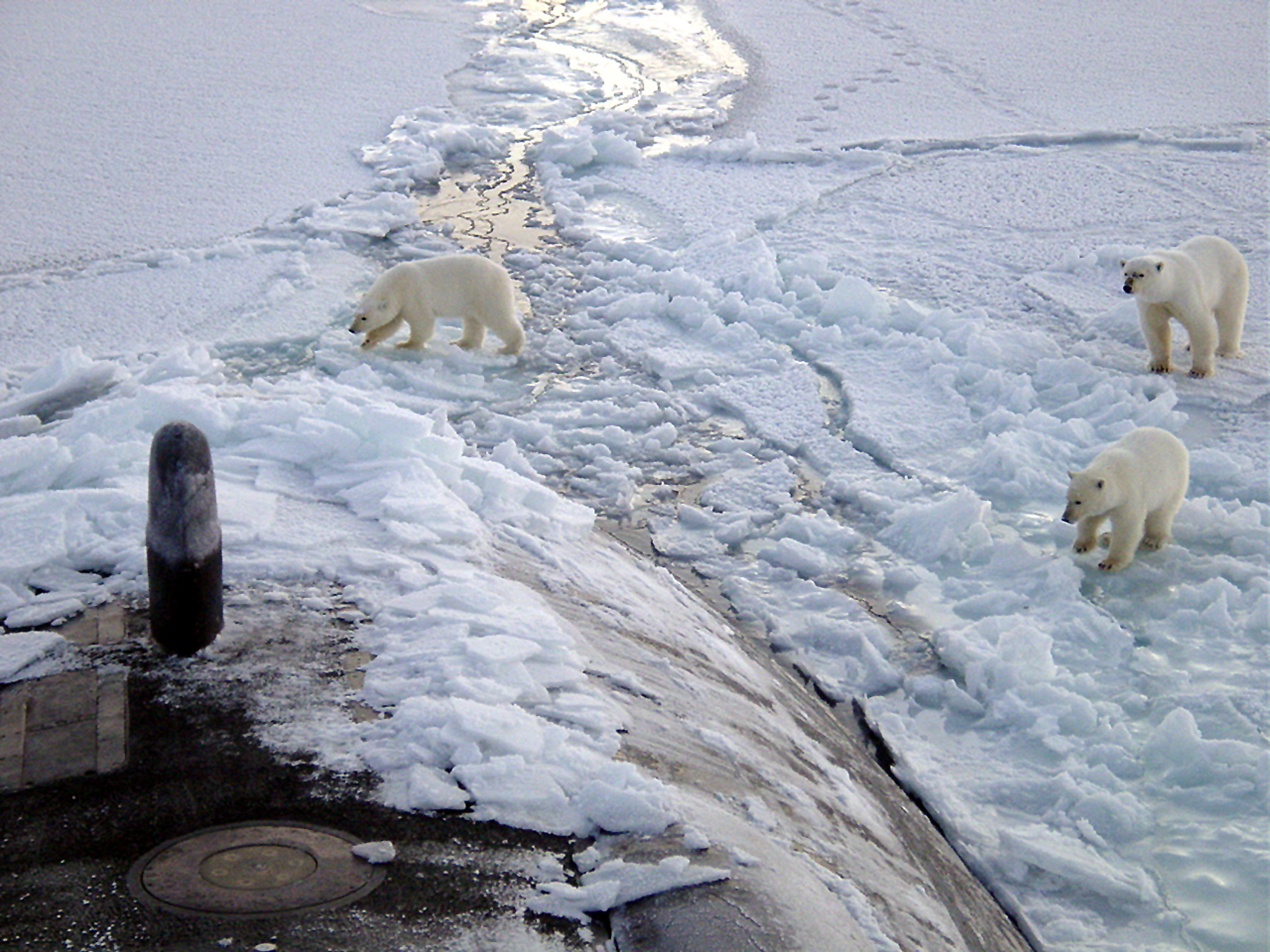
Ossos polars

Les espècies marines en perill inclouen morses i balenes; els ecosistemes són fràgils i es recuperen lentament dels canvis o danys; la capa de gel s'està aprimant; hi ha un forat estacional a la capa d'ozó sobre el pol Nord.
L'oceà Àrtic té relativament poca vida vegetal amb l'excepció del fitoplàncton. El Fitoplàncton és una part crucial de la biosfera de l'oceà i n'hi ha quantitats massives en l'Àrtic. Els nutrients que provenen dels rius i els corrents dels oceans Atlàntic i Pacífic proporcionen l'aliment per al fitoplàncton. Durant l'estiu, el Sol no es pon i així permet que el fitoplàncton faci la fotosíntesi ininterrompudament i que es pugui reproduir ràpidament. Tanmateix, i de forma contrària durant l'hivern pateixen la manca de llum i han de sobreviure condicions molt dures per a sobreviure.

## Amenaces ambientals

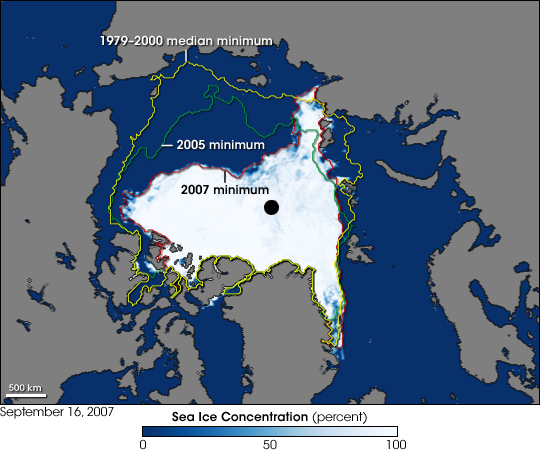
Coberta mediana sobre l'oceà Àrtic, els anys 2005 i 2007

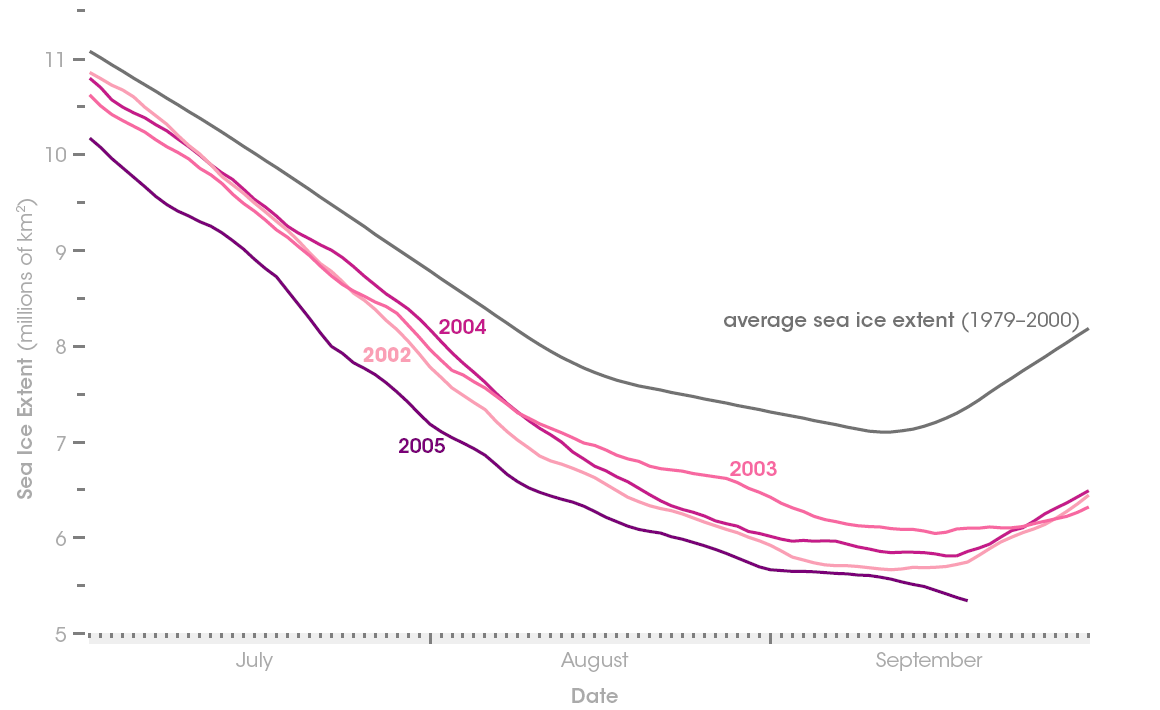
Disminució del gel àrtic a l'estiu durant els períodes del 1979 al 2000 i del 2002 al 2005.

La banquisa polar s'està aprimant i, molts anys, hi ha un forat estacional en la capa d'ozó.
La reducció de l'àrea de gel sobre el mar tindrà efectes sobre l'albedo del planeta, i possiblement afectarà l'escalfament global retroalimentant-se ambdós fenòmens. De fet, existeixen dades científiques que mostren que l'Àrtic podria estar lliure de gel per primera vegada en història humana entre el 2013 i el 2040. Molts científics estan preocupats per les temperatures creixents de l'Àrtic i que podrien provocar grans quantitats d'aigua dolça provinent del desglaç i que a l'entrar a l'Atlàntic Nord interromprien i modificarien els corrents oceànics globals. D'això en resultarien canvis profunds del clima terrestre.
D'altres problemes ecològics estan relacionats amb la contaminació radioactiva de l'oceà Àrtic i que prové, per exemple, dels abocadors de residus radioactius russos al mar de Kara i dels indrets on es van realitzar assajos nuclears durant la Guerra Freda, com ara Nova Terra.

## Protecció
El 28 de maig de 2008, una cimera ministerial reuneix a Ilulissat a Groenlàndia els cinc països riberencs de l'oceà Àrtic que afirmen la seva voluntat de superar els seus conflictes i de cooperar per protegir el medi ambient|entorn d'aquest oceà. Al final de la reunió, els ministres i representants del Canadà, de Dinamarca, dels Estats Units, de Noruega i de Rússia «s'han compromès a prendre mesures en conformitat amb les lleis internacionals i nacionals per assegurar la protecció i la preservació del fràgil medi ambient marí de l'Oceà Àrtic».

## Transports
Hi ha una xarxa mínima de rutes aèries, oceàniques i fluvials; el pas del Nord-oest (Amèrica del Nord) i la ruta marítima del Nord (Euràsia) són vies de navegació estacionals importants.

## Exploració

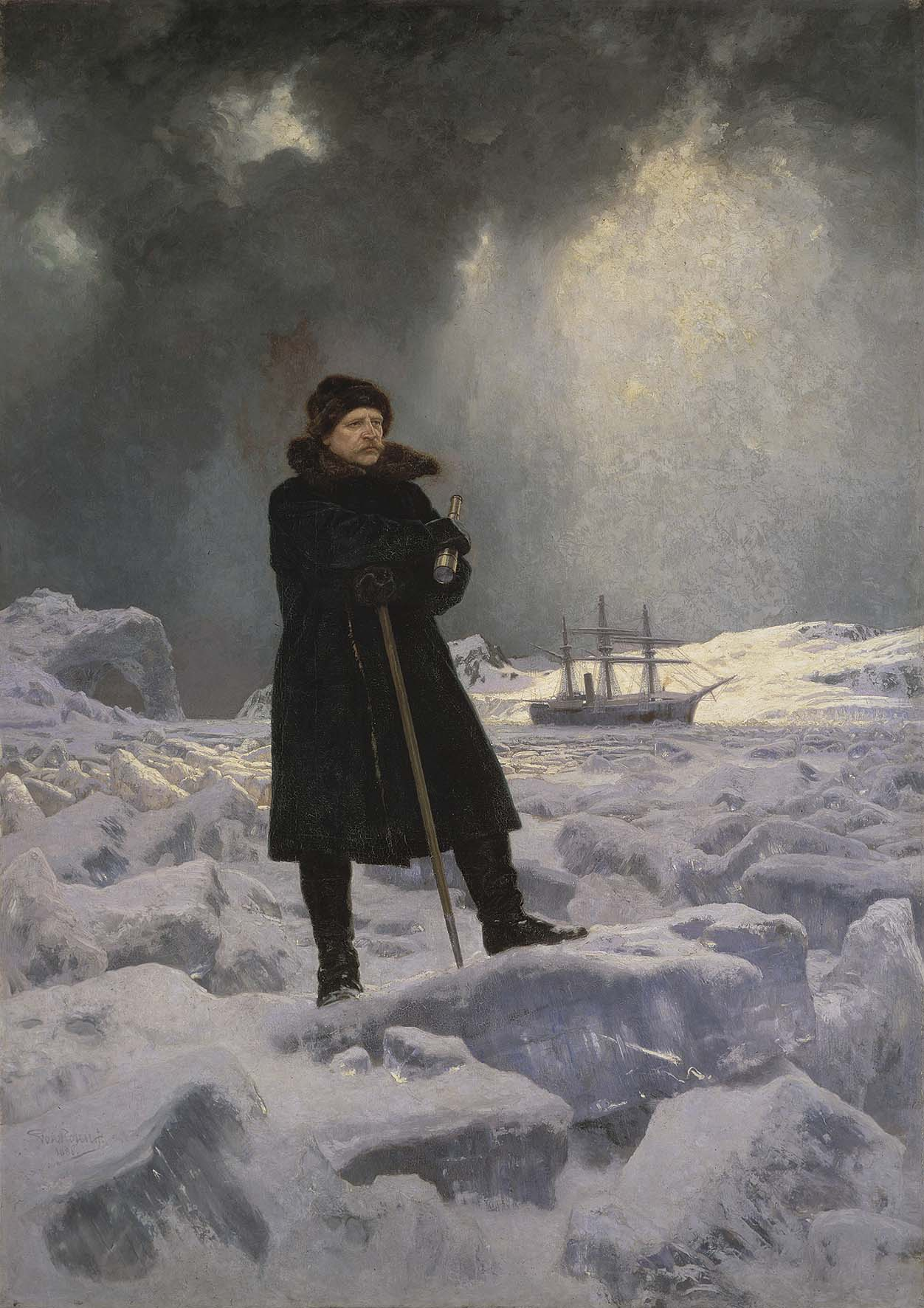
Una pintura de Georg von Rosen de l'any 1886 en què apareix Adolf Erik Nordenskiöld durant la seva exploració de l'Àrtic.

Durant gran part de la història d'Europa, la geografia de les regions polars boreals romanen, en gran part, inexplorades i el seu coneixement és conjectural. Píteas va relatar un viatge cap al nord el 325 aC, a una terra anomenada «Última Tule», on el Sol només es posava durant tres hores cada dia i l'aigua es bescanviava per una substància coagulada "en la qual un ni pot caminar ni navegar. Estava descrivint probablement gel de mar després de l'Àrtic que actualment s'anomenen " growlers", o "bergy bits". El seu "Tule" podria haver estat Islàndia, tanmateix Noruega és més sovint suggerit.
Els primers cartògrafs no estaven segurs si la regió al voltant de pol Nord era terra (com en Johannes Ruysch, mapa de 1507, o Gerardus Mercator, mapa de 1595) o aigua (com el mapa del món de 1507 de Martin Waldseemüller) a l'hora de dibuixar els seus mapes. El fervent desig dels europeus de trobar un passatge pel nord fins a "Catai" (la Xina) va decantar la balança cap a l'aigua, i als voltants de 1723 els fabricants de mapes com Johann Homann presenten un "Oceanus Septentrionalis" extens a l'extrem nord dels seus cartogrames. Les poques expedicions que s'endinsen molt més enllà del cercle polar àrtic en aquesta era afegeixen pocs descobriments, només illes petites, com Novaya Zemlya (11è. segle) i Spitsbergen (1596), tanmateix com aquestes illes estaven sovint envoltades de gel els seus límits pel nord no eren tan clars. Els fabricants de mapes nàutics, més conservadors que alguns dels cartògrafs més fantasiosos, tendien a deixar la regió en blanc, amb només algunes línies de costa conegudes esbossades.

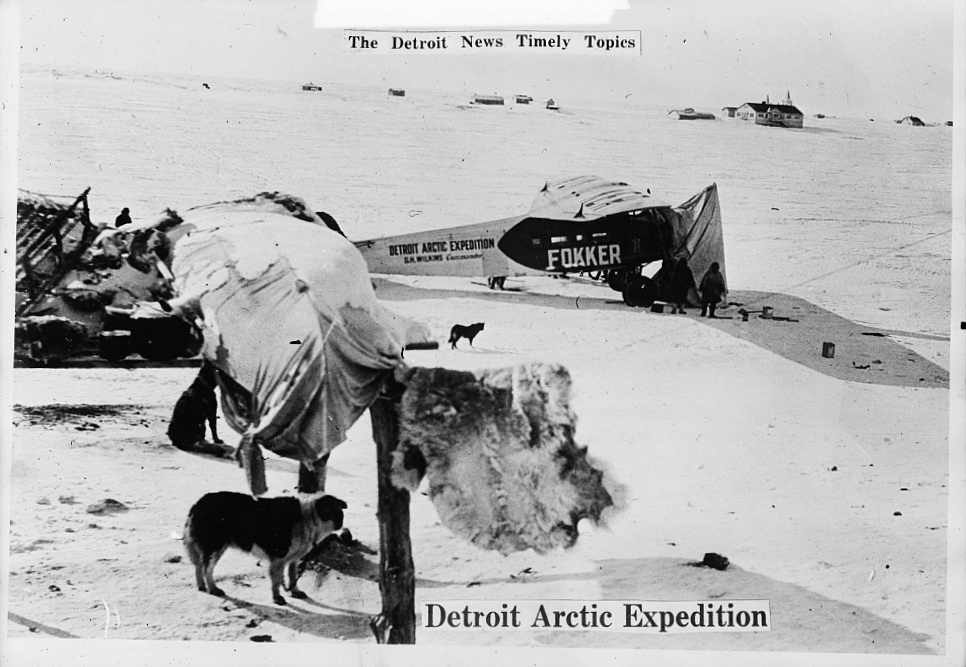
Expedició Àrtica de Detroit de 1926 amb George Hubert Wilkins al capdavant

Aquesta manca de coneixement de què hi havia més al nord de la barrera de gel va provocar un cert nombre de conjectures. A Anglaterra i en altres nacions europees, el mite d'un "mar Polar obert" va ser durador i persistent. John Barrow, per molts anys Segon Secretari de l'Almirallat britànic, va fer d'aquesta creença la pedra angular de la seva campanya d'exploració de l'Àrtida entre 1818 i 1845. Als Estats Units durant els anys 1850 i 60s, els exploradors Elisha Kane i Isaac Israel Hayes van afirmar ambdós que havien vist les ribes d'aquest elusiu cos d'aigua. Fins i tot a finals del mateix segle, l'eminent expert Matthew Fontaine Maury inclou una descripció del mar Polar obert en el seu llibre de text La Geografia Física del Mar (1883). No obstant això, a mesura que tots els exploradors caminaven més i més cap al pol, descriviren com el casquet polar esdevenia gruixut i persistia al llarg de l'any.
Fridtjof Nansen va ser el primer a travessar l'Àrtic per mar, el 1896, el primer a sobrevolar-lo fou Jan Nagórski el 1914, la primera travessa per superfície de l'oceà Àrtic la va dur a terme Wally Herbert el 1969, en una expedició de trineus amb gossos des d'Alaska fins a les illes Svalbard amb suport aeri.
Des de 1937, la Unió Soviètica i després Rússia mantenen diverses estacions tripulades sobre gel a la deriva que monitoren l'oceà. Aquestes estacions de recerca es van construir sobre gel flotants i són endutes milers de kilòmetres per la deriva.